# Kirkley
Kirkley is een wijk in Lowestoft, een stad in het bestuurlijke gebied Waveney, in het Engelse graafschap Suffolk. In 2001 telde de wijk 7304 inwoners. Kirkley komt in het Domesday Book (1086) voor als 'Kirkelea'.